# 13994 Туомінен
13994 Туомінен (13994 Tuominen) — астероїд головного поясу, відкритий 17 березня 1993 року.
Тіссеранів параметр щодо Юпітера — 3,503.